# Velika Kladuša
Velika Kladuša ( pronunciado  [vɛlika ː klǎduʃa] ) é uma cidade e um município no extremo noroeste da Bósnia e Herzegovina, localizado perto da fronteira com a Croácia. O município tem uma área total de 176 km2.
A cidade mais próxima é Cazin, e um pouco mais distante, as cidades de Bihać e Novi Bosanski. Atravessando a fronteira, que não está longe de Cetingrad.
Administrativamente, é parte do cantao de  Una-Sana. O município também tem diversas cidades menores e vilarejos, como Mala Kladuša, Todorovo, Podzvizd e Crvarevac.

## História
Velika Kladuša foi mencionada pela primeira vez pelo nome em 30 de outubro de 1280 (data em seu escudo) pelo nome Cladosa. Durante a época de Império Bizantino assume-se que a população da cidade começou a crescer lentamente. No final do século XII até 1464, Velika Kladuša foi controlada por dois diferentes croata reis.
Cerca de 1464 o Império Otomano estava se expandindo para a região e a cidade foi conquistada em 1633. Velika Kladuša mais tarde se tornaria o centro de expansão otomana na vizinha Croácia, bem como o resto da Europa.
Na era do socialismo a cidade tornou-se a sede da Agrokomerc, uma das maiores empresas de alimentos na República Socialista Federativa da Iugoslávia. A empresa começou como uma fazenda de produção de alimento e cresceu para cerca de 13.000 funcionários em seu pico de produção. Atualmente Agrokomerc ainda funciona, mas em menor capacidade.

Durante a Guerra da Bósnia (1992-1995), a cidade era a capital da autodeclarada Província Autônoma da Bósnia Ocidental. A sede do governo era no Castelo de Stari Grad, que tinha as forças de defesa de guarda para protege-lo. A cidade em si não sofreu muito dano, uma vez que foi poupado na maior parte da luta. Após o fim da Guerra da Bósnia, a cidade foi sede da unidade de helicóptero da República Checa o quartel das Forças Canadenses da NATO apoiando a IFOR e SFOR em missões de pacificação de 1995 a 2003.

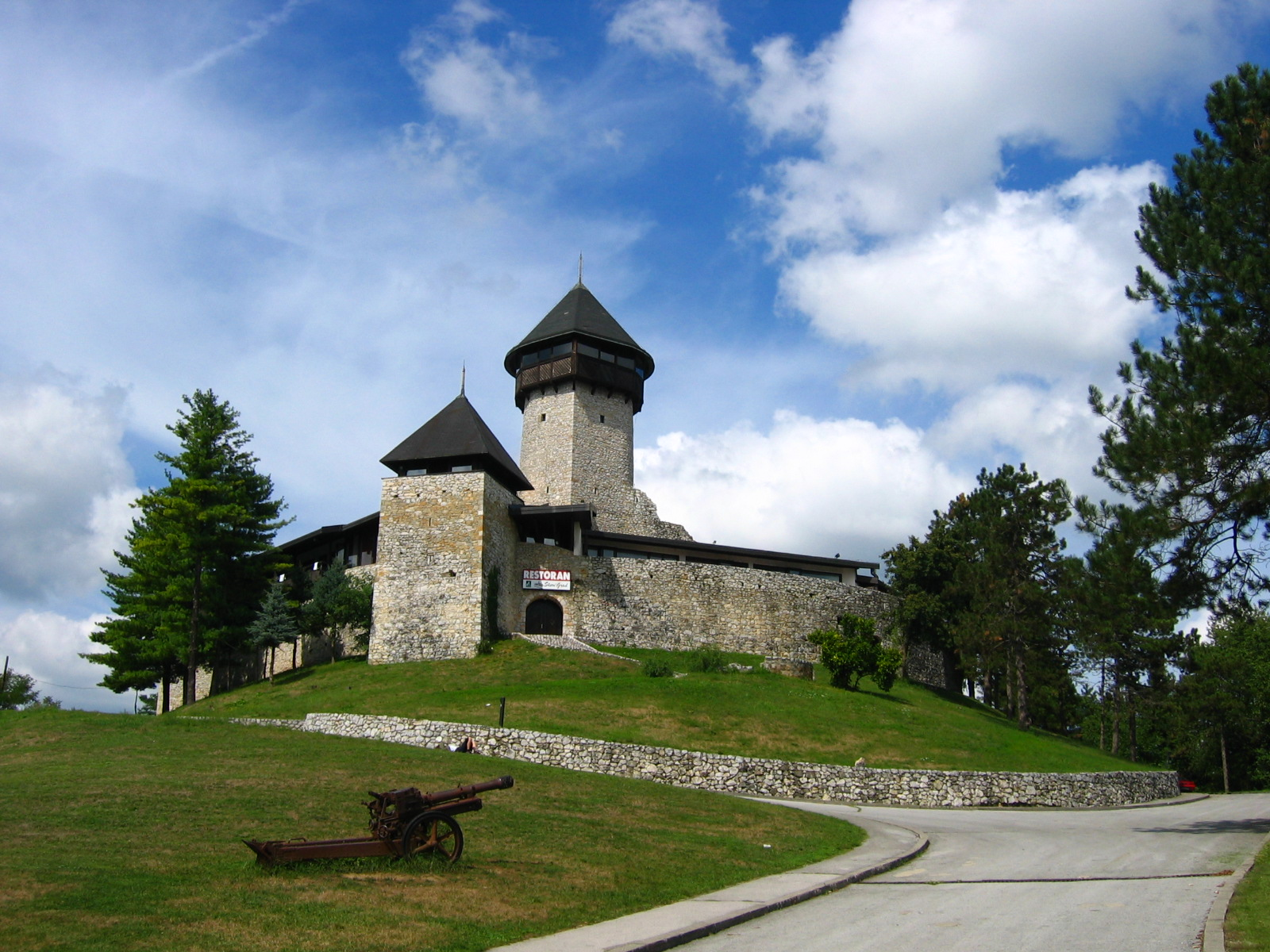
Castelo em Velika Kladuša

## Demografia
A população conforme os últimos censos era de 52 908 habitantes.

## Ligações externas

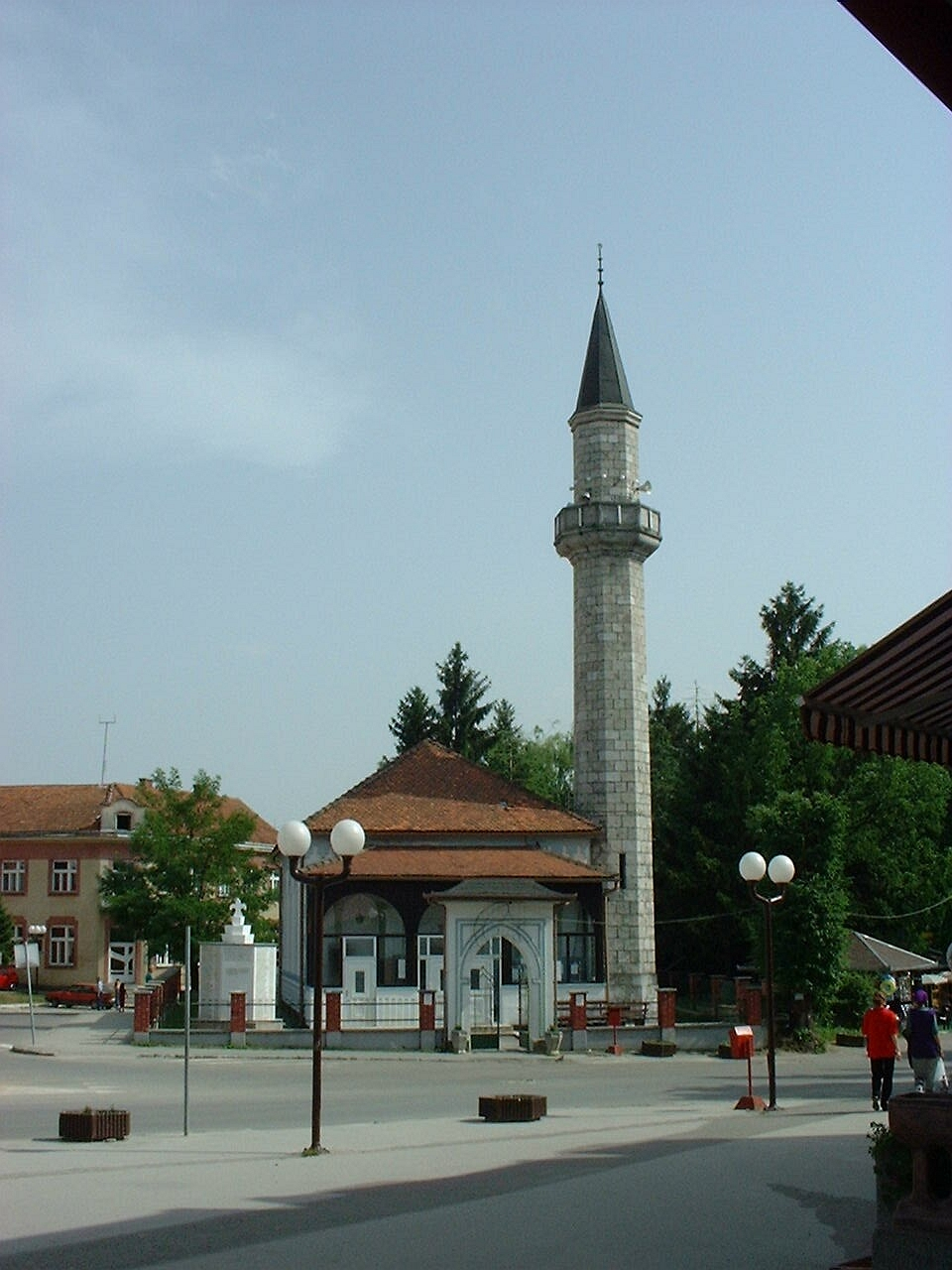
Mesquita em Velika Kladuša